# Allerød FK
Az Allerød FK, teljes nevén Allerød Fodbold Klub egy dán labdarúgócsapat. A klubot 1927-ben alapították, székhelye Allerød városa. Jelenleg az ötödosztályban szerepel. Stadionja a Skovvand Stadion, amely ötezer néző befogadására alkalmas.

## Külső hivatkozások
- (dánul) Hivatalos weboldal